# Хочу зробити зізнання
Хочу зробити зізнання (рос. Хочу сделать признание) — російськомовний двосерійний мінісеріал знятий 1989 року в Україні. Сюжет базується на повісті Юрію Мушкетика «Біль». 

## Сюжет
Микола разом з дружиною, яку ніжно любить, приїжджає в село до матері. Невістка дарує їй шаль і називає красунею. «Ну що ти! — відповідає вона. — Я і в молодості красунею була!». Після ряду подій Микола вирішує залишитися в селі і працювати в колгоспі…

## У ролях
- Володимир Литвинов — Микола Власюк
- Наталія Єгорова — Клара Степанівна Власюк
- Зінаїда Дехтярьова — Павліна, мати
- Микола Олійник — Лаврін
- Людмила Лобза — Дарка
- Костянтин Чернявський — Юрко
- Стефанія Станюта — Анна Шкурко
- Вадим Захарченко — Купріян
- Олена Борзова — Галя
- Анатолій Лук'яненко — Зімін
- Микола Бармін — Василь Іванович
- Тетяна Агризкова — епізод
- Тетяна Белевич — епізод
- Віктор Василенко — епізод
- Галина Довгозвяга — побожна жінка
- Михайло Ігнатов — епізод
- Світлана Кондратова — подруга Галі
- Тарас Кирейко — Борис, наречений
- Леонід Кононуха — епізод
- Павло Кормунін — гість
- Володимир Костюк — епізод
- Юріс Лауціньш — епізод
- Сергій Мичков — епізод
- Микола Малашенко — епізод
- Олександр Руїн — епізод
- Борис Сабуров — лікар
- Віктор Сарайкін — Леонтій
- Анатолій Соколовський — розвідник
- Ірина Терещенко — епізод
- Володимир Удалов — Хорст
- Олена Чекан — епізод
- Анатолій Юрченко — Сильвестр
- Леонід Яновський — епізод
- Тамара Яценко — епізод
- Володимир Ямненко — шофер
- Осип Найдук — епізод
- Сергій Підгорний — епізод

## Знімальна група
- Режисер і сценарист — Олег Бійма
- Оператор — Ігор Приміський
- Композитор — Володимир Гронський
- Художник — Ігор Біляк